# Erismadelphus exsul
Erismadelphus exsul ist ein Baum in der Familie der Vochysiaceae aus dem zentralen bis westlichen Afrika. Es ist die einzige Art der Gattung Erismadelphus.

## Beschreibung
Erismadelphus exsul wächst als immergrüner Baum bis über 40 Meter hoch. Der Stammdurchmesser erreicht über 1 Meter. Es werden meist schmale, kleinere Brettwurzeln oder Wurzelanläufe ausgebildet. Die gräuliche bis rot-braune Borke ist glatt und im Alter rau und schuppig.
Die einfachen, kurz gestielten und ledrigen Laubblätter sind gegenständig. Der kurze, oben abgeflachte, etwas behaarte, dickliche Blattstiel ist 0,5–1,5 Zentimeter lang. Die ganzrandigen, verkehrt-eiförmigen bis elliptischen Blätter sind etwa 7–22 Zentimeter lang und 4–11 Zentimeter breit. An der Spitze sind sie abgerundet bis bespitzt, unterseits sind sie manchmal auf den Adern behaart und oberseits kahl. Die Spreitenbasis ist abgerundet bis keilförmig oder eng-herzförmig. Die Nebenblätter sind zu kleinen Warzen reduziert.
Es werden endständige, schmale und vielblütige, etwas rostig behaarte Rispen mit kleinen doldigen Gruppen gebildet. Die kleinen, zwittrigen und sitzenden, weißen Blüten sind fünfzählig mit doppelter Blütenhülle. Es ist ein größeres, haltbares und herz- bis nierenförmiges Tragblatt ausgebildet. Die 7,5 Millimeter langen, grünlich-gelben, leicht ungleichen Kelchblätter sind außen etwas rostig behaart und eines ist gespornt. Die freien, etwas längeren und feinhaarigen, genagelten Petalen sind feinhaarig mit elliptischer bis verkehrt-eiförmiger Platte. Es ist nur ein sehr kurzes Staubblatt auf dem Fruchtknoten und bis zu 3 kleine, keulenförmige Staminodien ausgebildet. Der einkammerige Fruchtknoten ist (halb)oberständig, seitlich, mit kurzem Griffel.
Es werden Flügelfrüchte, mit den flügelig vergrößerten Kelchblättern gebildet. Die ungleich großen Flügel, drei sind größer, sind bis 8 Zentimeter lang und 2,5 Zentimeter breit. Die kleine, einsamige und bräunliche Nuss ist bis 8 Millimeter groß.

## Taxonomie
Die Erstbeschreibung der Gattung Erismadelphus und der Art Erismadelphus exsul erfolgte 1913 durch Gottfried Wilhelm Johannes Mildbraed in Bot. Jahrb. Syst. 49: 549. Ein Synonym ist Erismadelphus baudonii A.Chev.

## Verwendung
Das mittelschwere, aber wenig beständige und schlecht behandelbare Holz ist bekannt als Angoa.
Die Rinde wird medizinisch verwendet.